# Obermutten
Obermutten ist ein Ortsteil der politischen Gemeinde Thusis des Kantons Graubünden in der Schweiz. Bis 2017 gehörte Obermutten zur politischen Gemeinde Mutten.
Der Ort ist mit dem Auto nur von der Schinschlucht aus erreichbar; beim Soliser Viadukt zweigt eine schmale, im oberen Teil nicht asphaltierte Fahrstrasse ab, die in zahlreichen Kehren und einem Höhenunterschied von rund 1000 Metern hinauf nach Obermutten führt.

## Geographie

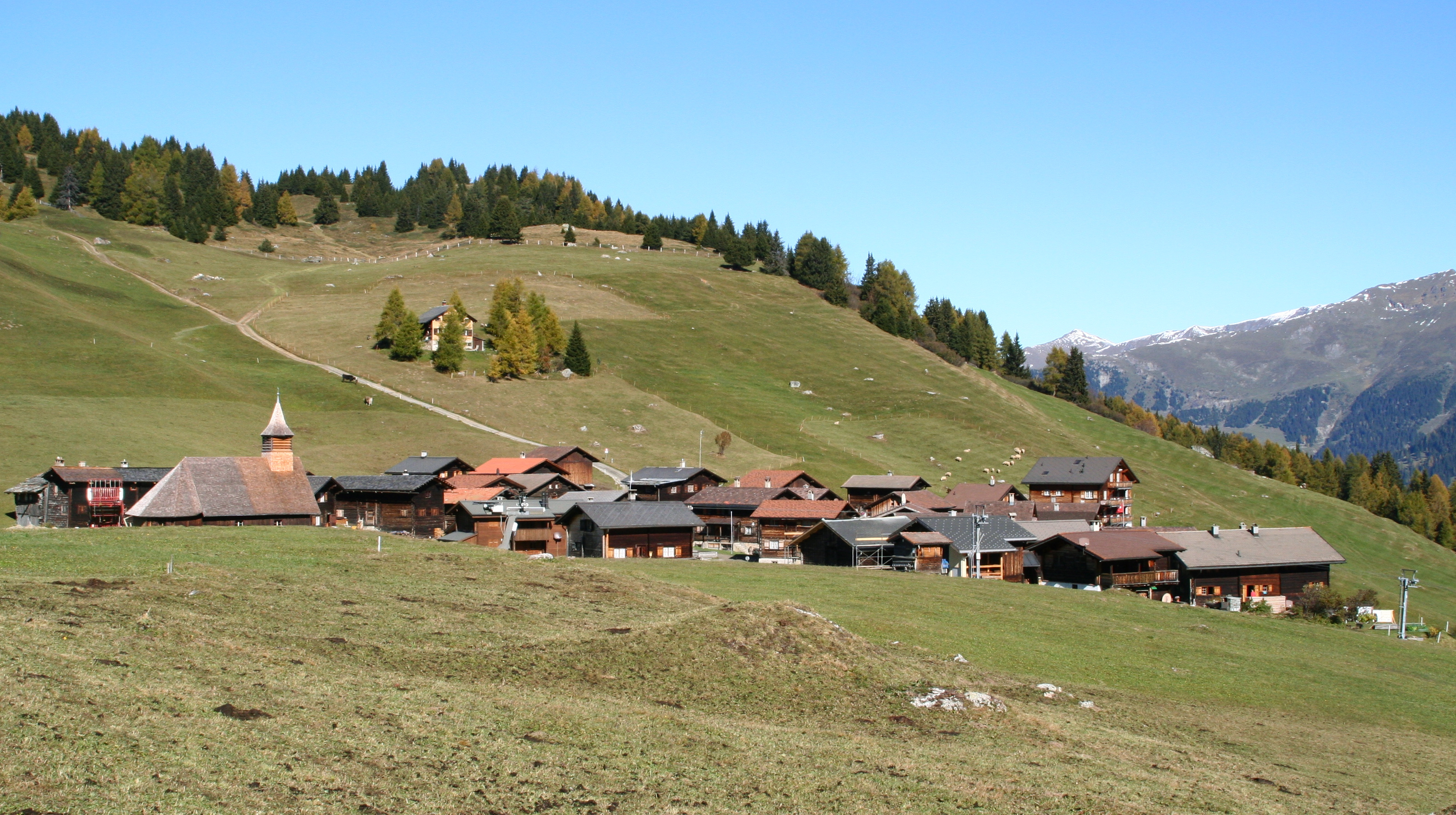
Ansicht von Süden

Obermutten liegt auf einer Höhe von 1864 Metern am Nordabhang des Muttnerhorns und östlich der Muttner Höhi auf dem Sattel zwischen dem Hinterrhein und der Albula. Es besteht aus rund dreissig Holzhäusern. Einige der ursprünglichen Bauernhäuser wurden zu Ferienhäusern umgebaut. Ein Hotel/Restaurant bietet Übernachtungs- und Verpflegungsmöglichkeiten.
Das deutschsprachige Obermutten ist wie Mutten eine Siedlung der Walser inmitten von bündnerromanischen Gemeinden. Es ist denkbar, dass die Siedlung im 14. Jahrhundert von den Freiherren von Vaz angelegt wurde, um den schmalen Passstreifen zwischen ihren Besitzungen im Schams und im Albulatal zu sichern.
Zu Obermutten gehört der tiefer gelegene Ortsteil Stafel (1750 m). Im Winter sind die beiden Ortsteile durch einen Skilift miteinander verbunden.

## Dorfbrand
Dem Dorfbrand von 1946 fielen 17 Holzhäuser und Ställe zum Opfer. Der Wiederaufbau erfolgte mit Hilfe von Spendengeldern.

## Sehenswürdigkeiten
Die Reformierte Kirche Obermutten, eine unter Denkmalschutz stehende Holzkirche, ist ein Etappenort des Walserwegs Graubünden.

## Trivia

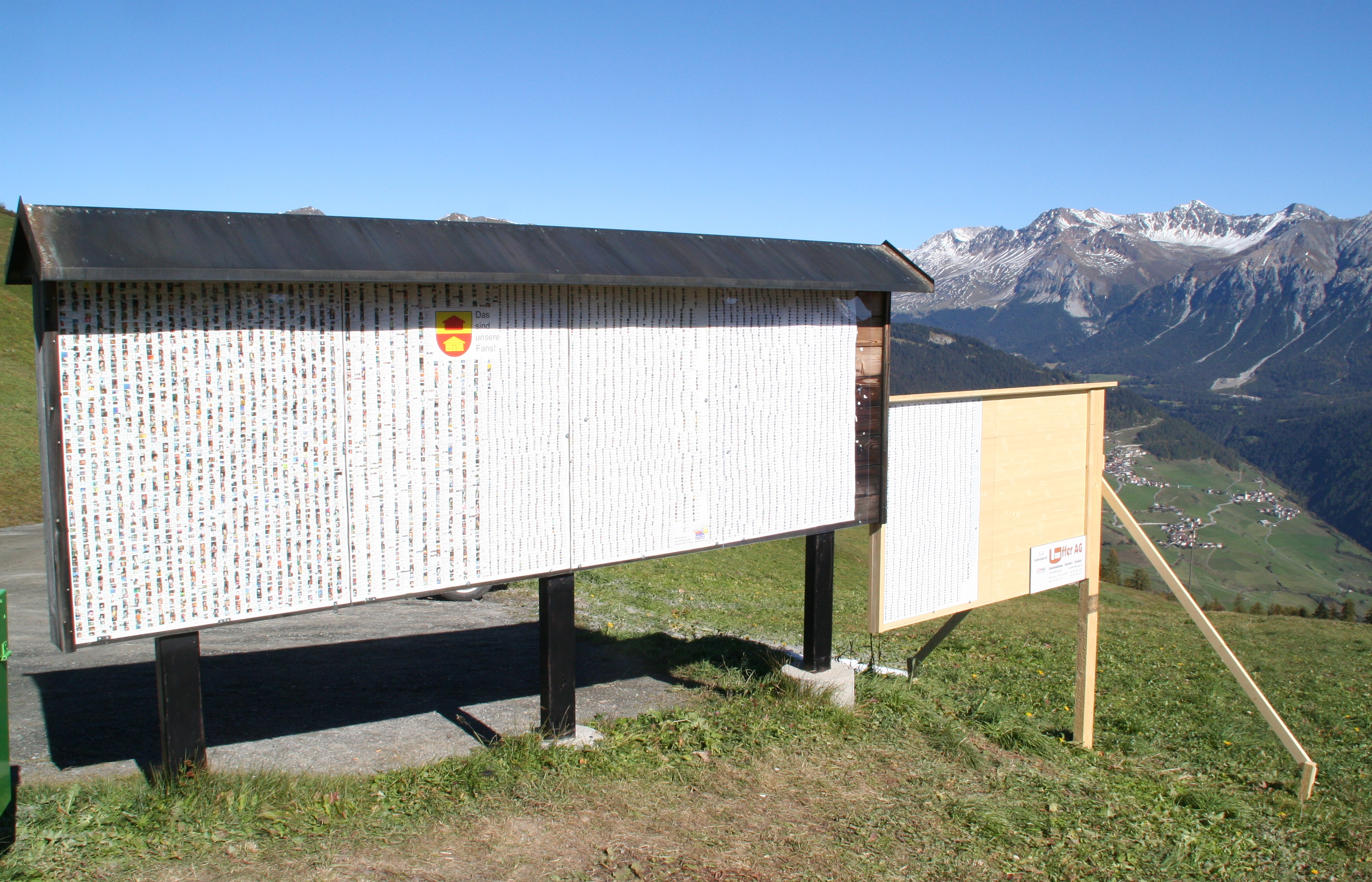
Tafeln mit den Facebook-Fans

Bekanntheit erlangte der Ortsteil 2011 durch eine Aktion auf Facebook. Das Versprechen, von jedem Fan ein Foto an eine Pinnwand in dem Weiler zu hängen, löste ein weltweites Echo aus. Nach einer Sendung am 18. September 2012 auf Galileo stiegen die «Likes» rasant auf bis zu 45'000 «Fans».

## Galerie

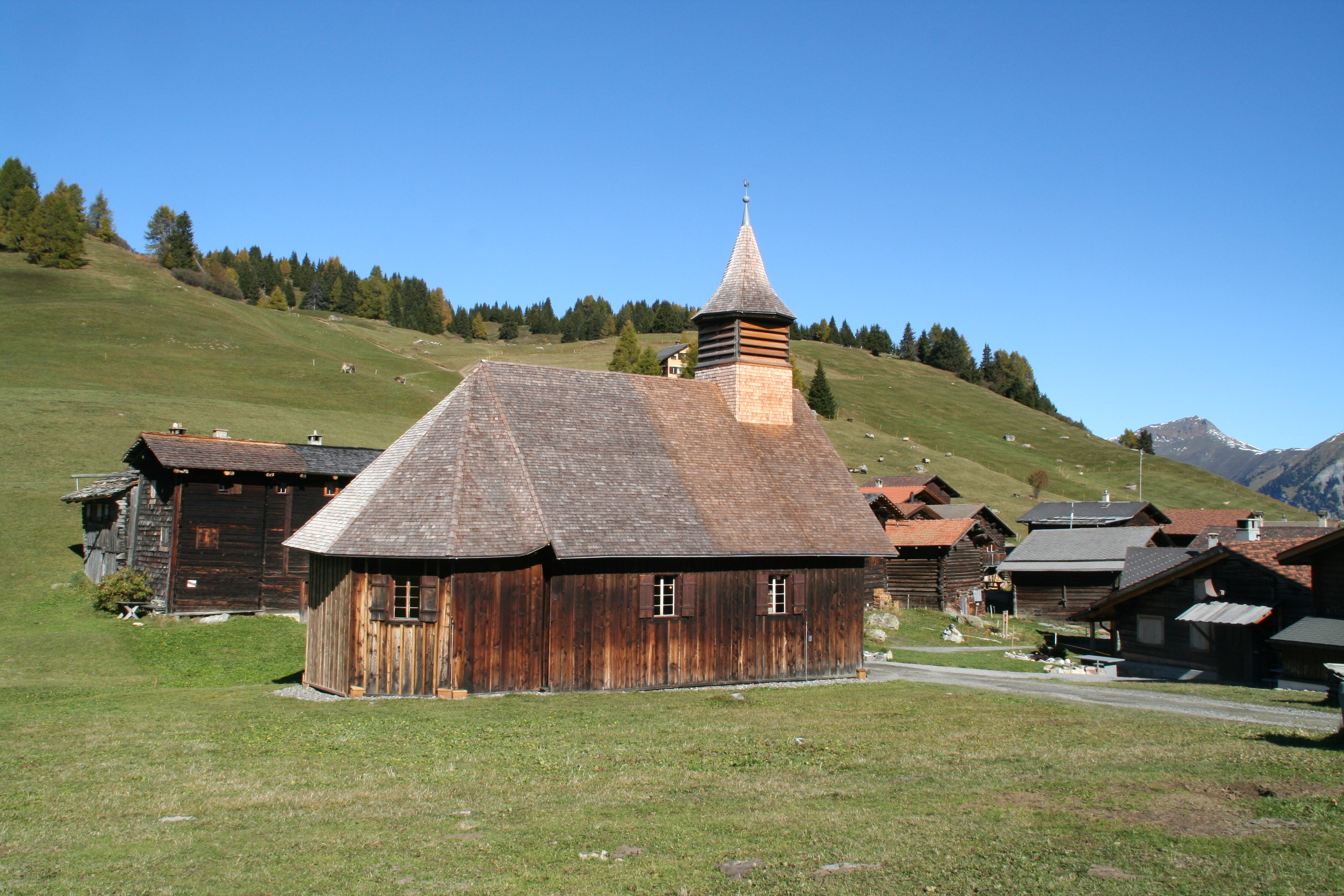
Holzkirche
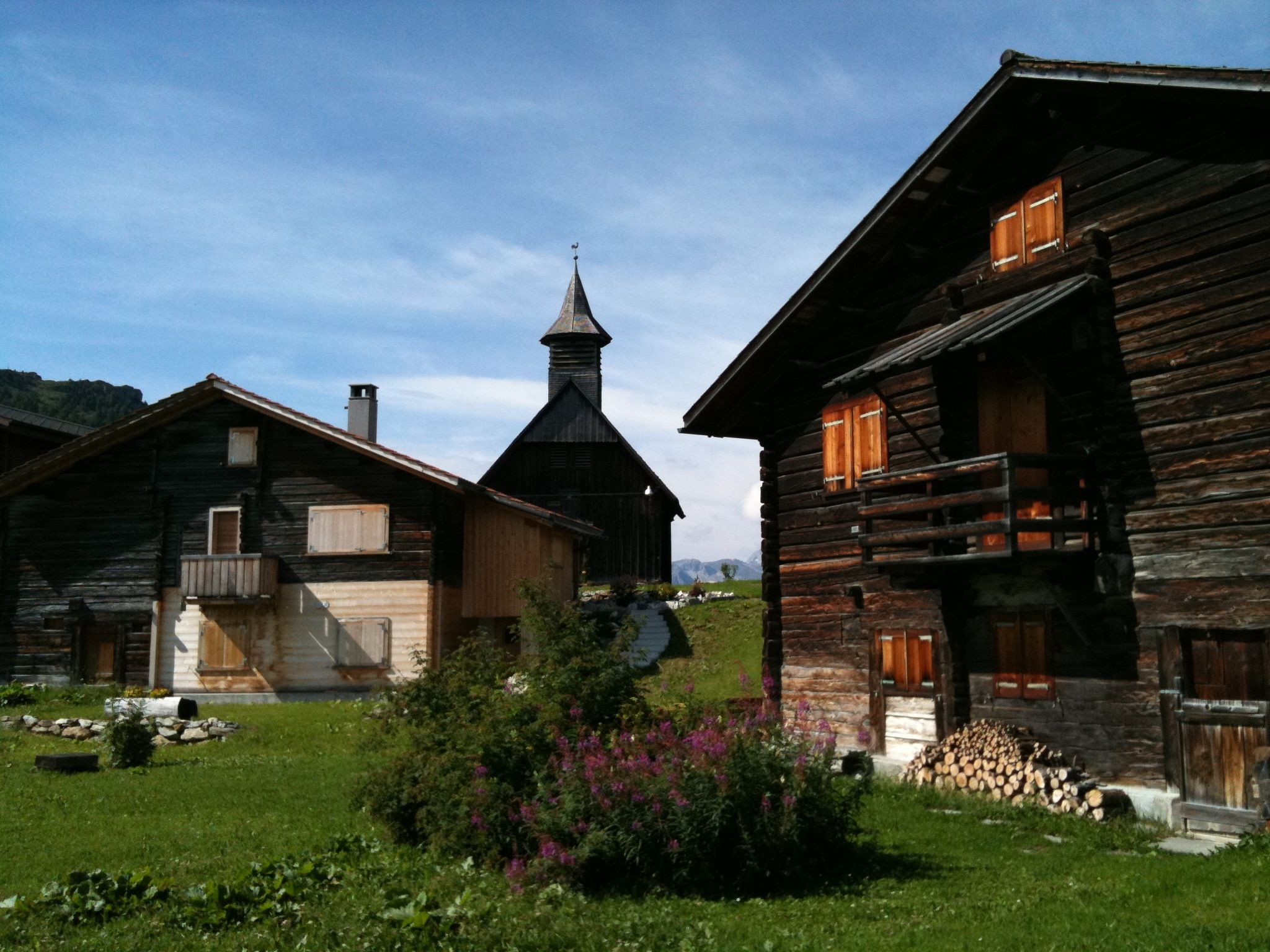
Obermutten mit Holzkirche
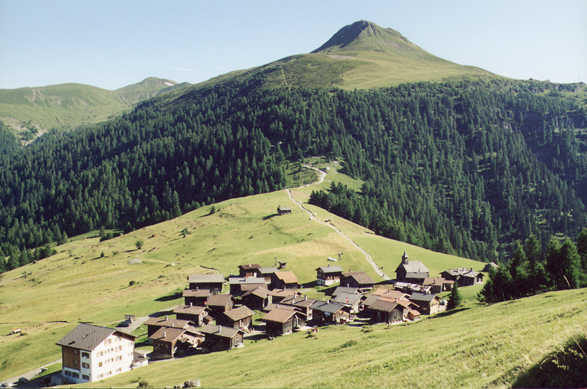
Ansicht von Norden
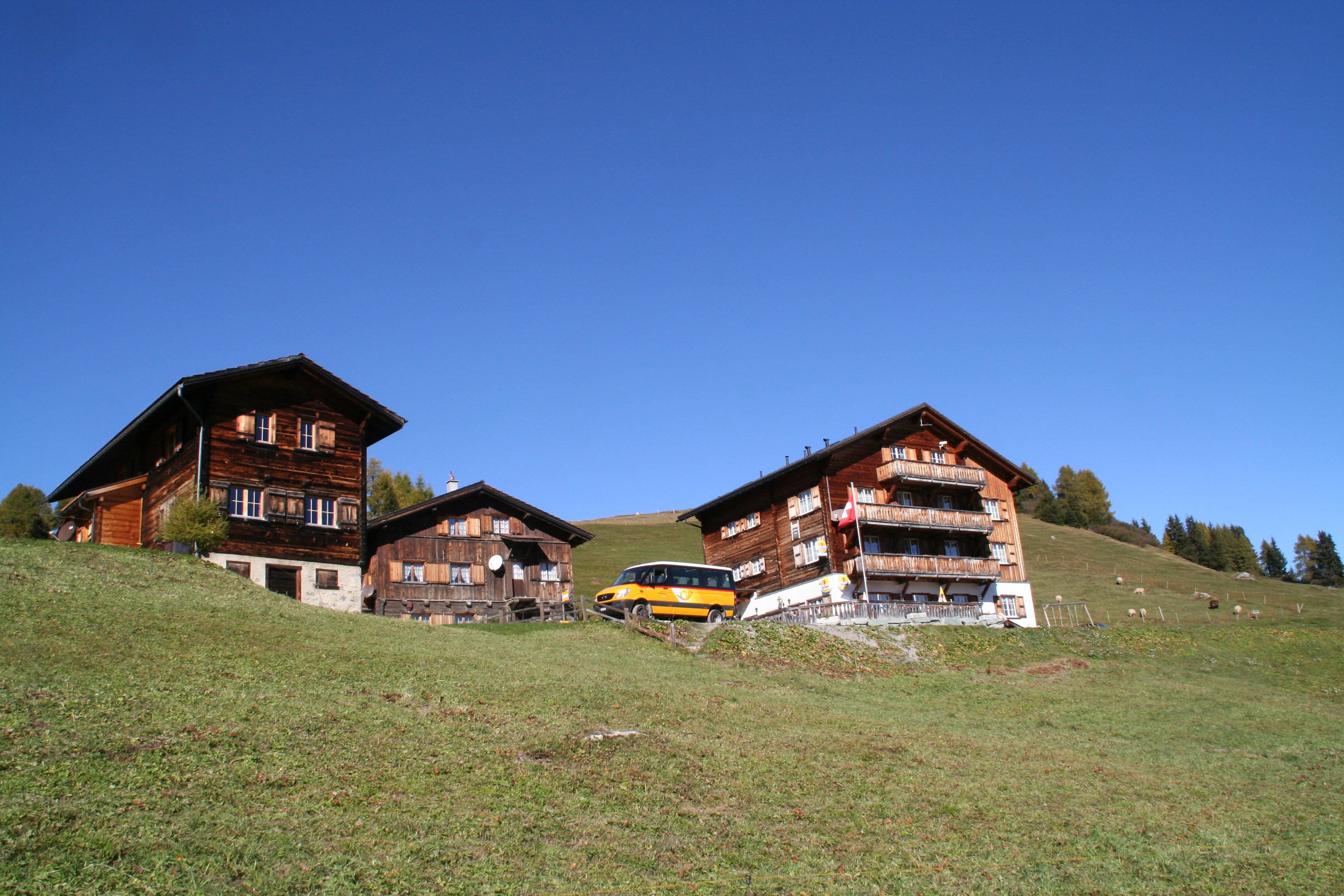
Häusergruppe, rechts das Hotel Post
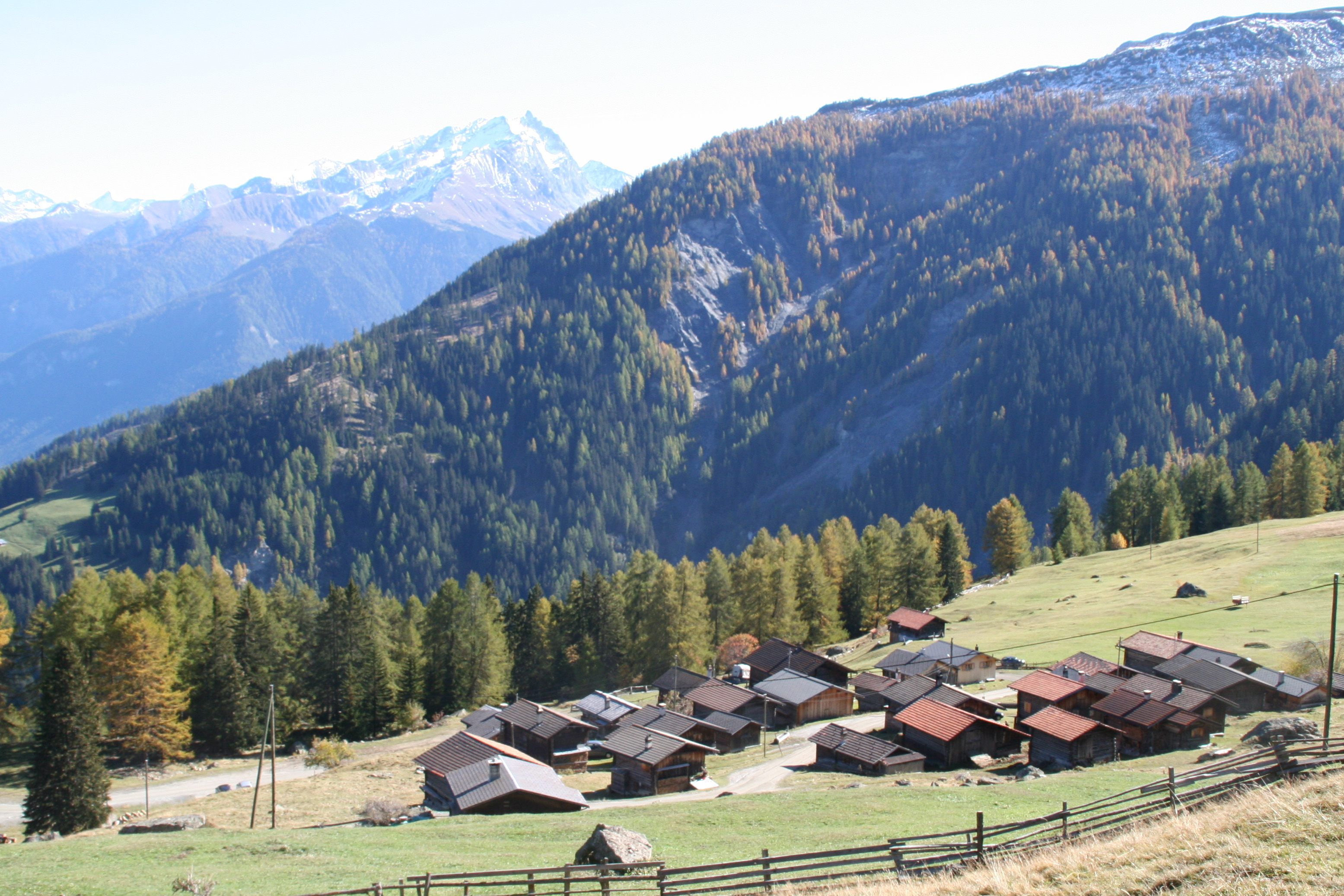
Obermutten Stafel